# Dri Chinisin
Dri Chinisin ist eine Kurzgeschichte von Brigitte Kronauer, erschienen 2004 im Zyklus Die Tricks der Diva. Der Text setzt sich mit der Problematik der Erziehung auseinander.

## Inhalt
Die Kurzgeschichte handelt von dem Alltag einer Gruppe von Kindergartenkindern. In der „Wir“-Form wird von den Kindern geschildert, wie sie morgens von ihren „aufgekratzten Müttern“ im Kindergarten abgeliefert werden, um mittags wieder abgeholt zu werden. Dabei wird ausführlich beschrieben, wie die Kinder von ihren Eltern verwöhnt und umsorgt werden. Danach wird ein Besuch der Kinder auf dem Friedhof geschildert, bei dem die Gruppe fortwährend das Kinderlied Drei Chinesen mit dem Kontrabass singt.
Die wahre Natur der Kinder wird jedoch erst bei Nacht offenbar. Hier versammeln sie sich auf dem Friedhof, um dort ihr Unwesen zu treiben. Hier vertauschen sie Blumenschmuck oder marschieren in Formation über den Friedhof. Ihre Taten bleiben jedoch am nächsten Morgen stets unbemerkt von ihren Müttern.

## Interpretation

### Sprache
Die Geschichte ist durchweg mit einem ironischen Tonfall gehalten. Auffällig sind Ausdrücke wie „Augensterne“, „Trupp von Schäfchenwolken“ oder „Schmusetierprozession“ sowie die häufige Verwendung von Verkleinerungsformen wie „Landstreicherchen“. Dadurch imitieren die Kinder die Ausdrucksweise der Mütter und ziehen sie damit ins Lächerliche.
Bevor man von den nächtlichen Aktivitäten der Kinder erfährt, gibt es bereits Andeutungen auf deren dunkle Seite, so zum Beispiel der Beginn der Kurzgeschichte „Tagsüber ahnt niemand was …“ oder Ausdrücke wie „Mordsgewinke“, „halsbrecherische Namen“ oder „Glücksbomben“.

### Situation der Kinder
Durch die Beschreibung der Kinder wird deutlich, dass sie für ihre Mütter nichts als Prestigeobjekte sind. Sie bezeichnen sich selbst ironisch als „living dolls“, lebendige Puppen, durch Stellen wie „wenn sie uns zärtlich aus ihren Autos schubsen“ oder „uns rasch die allerneuste Mode überzustülpen“ wird dieser Eindruck noch verstärkt. Die Kinder wachsen im „gepolsterten Nest des Kindergartens“ auf, behütet und umsorgt.
Genau gegen dieses Verhalten rebellieren die Kinder nachts auf dem Friedhof. Während sie sich tagsüber nie schmutzig machen, können sie hier im Dreck spielen, am Tag immer artig und wohlerzogen leben sie nachts ihre dunklen Triebe aus.
Tiefenpsychologisch betrachtet, werden die Kinder tagsüber vom Über-Ich in Form ihrer Mütter und Kindergartentanten kontrolliert, so dass sich das Es nur bei Nacht zeigt, während das Über-Ich (im wahrsten Sinne des Wortes) schläft.

## Adaption
In der Ausgabe 68 der Literaturzeitschrift Schreibheft ist eine Comicadaption von "Dri Chinisin" erschienen, gezeichnet von Sascha Hommer.